# Heinrich Barbl
Heinrich Barbl (Sarleinsbach, 3 marzo 1900 – dopo il 1965) è stato un militare austriaco, che partecipò all'Aktion T4 (Programma nazista di eutanasia) e all'Aktion Reinhardt, nome in codice dato al progetto di sterminio degli ebrei in Polonia.

## Biografia
Barbl lavorava come lattoniere e come idraulico presso uno stabilimento per il trattamento dell'azoto a Linz, occupandosi dell'installazione tubi del gas e dell'acqua. Dopo l'Anschluss aderì al Partito Nazionalsocialista Tedesco dei Lavoratori e alle SS. Prestò servizio presso il centro di sterminio di Hartheim e in quello di Grafeneck nell'ambito del programma di eutanasia forzata denominato Aktion T4. In entrambe le strutture lavorò come Stanzer, ossia aveva il compito di stampare le targhette con i nomi delle vittime, attaccarle alle urne cinerarie e infine inviare queste ultime ai famigliari, sebbene le ceneri ivi collocate fossero prese indiscriminatamente dall'adiacente crematorio.
Nel 1942 Barbl fu inviato al campo di sterminio di Bełżec, il primo dei campi di sterminio nazisti costruiti allo scopo di attuare l'Operazione Reinhard. Barbl era spesso ubriaco in servizio; non era un uomo particolarmente intelligente (il che potrebbe anche spiegare il suo basso grado) e veniva spesso preso in giro dai suoi colleghi delle SS. Il comandante del campo, l'SS-Hauptsturmführer Gottlieb Hering, non gli permise di partecipare all'esecuzione dei malati e degli anziani che giungevano al campo perché lo considerava talmente stupido che temeva avesse sparato agli altri soldati invece che agli ebrei, e per questa ragione fu l'unico ad essere esonerato dalle azioni più criminose. Nessuno sapeva se Barbl fosse effettivamente così stupido o se si comportava in quel modo solo per evitare di svolgere le attività più impegnative.
Barbl era solito essere punito con la fustigazione dal comandante Christian Wirth per il fatto di essere spesso ubriaco, mentre nell'inverno del 1942-43, per una ragione sconosciuta e su ordine di Hering, venne addirittura incarcerato per diversi giorni. In seguito fu trasferito da Wirth al campo di sterminio di Sobibór dove, essendo un ottimo idraulico, fu impiegato nel montaggio dei tubi di scarico delle camere a gas, vantandosi poi per aver saputo camuffarle in ordinarie docce.
Dopo la guerra Barbl fu interrogato dalla polizia austriaca ma non fu mai processato. In seguito, il 6 settembre 1965 inviò una propria testimonianza presso il Ministero degli Affari Interni austriaco. Nulla di più è dato sapere sulla sua vita, né sulla sua morte.